# Distrito de Madurai
Madurai  (en Tamil; மதுரை மாவட்டம் ) es un distrito de India, en el estado de Tamil Nadu .
Comprende una superficie de 3497 km².
El centro administrativo es la ciudad de Madurai.

## Demografía
Según censo 2011 contaba con una población total de 3038252 habitantes.